# Aeropuerto Internacional Kai Tak
El Aeropuerto Internacional Kai Tak fue el aeropuerto de Hong Kong de 1925 hasta 1998. Fue conocido oficialmente como el Aeropuerto Internacional de Hong Kong de 1954 hasta el 6 de julio de 1998 cuando fue cerrado y reemplazado por el nuevo Aeropuerto Internacional de Hong Kong en Chek Lap Kok, 30 km al oeste.
Con numerosas montañas y edificios al norte, y uno de los extremos de su pista prácticamente en el Puerto de Victoria, los aterrizajes en el aeropuerto eran complicados y exigían una alta pericia a los pilotos. El aeropuerto fue la base de las aerolíneas Cathay Pacific, Dragonair, Air Hong Kong y Hong Kong Airways.
Este aeropuerto (en su aproximación por la pista 13), debido a sus condiciones, la cercanía al suelo, los giros extremos, y al tamaño de aviones que recibia (que iban desde el Boeing 737 hasta el mismísimo Concorde), hace que mucha gente lo apodara "Heart Attack Airport" ("El Aeropuerto del ataque cardíaco"), y que se le considere "El aeropuerto más peligroso de la historia".

## Situación geográfica
El aeropuerto se localizaba al oeste de la Bahía de Kowloon en Kowloon, Hong Kong. Kai Tak estaba rodeado de montañas; a menos de 10 km al norte y noreste existe un rango montañoso con cimas de 600 m. Al este de la pista las montañas se encuentran a menos de 5 km, mientras que al sur se encuentra el Puerto de Victoria, y un poco más al sur de este la Isla de Hong Kong con montañas de hasta 640 m de altitud.
Kai Tak contaba con una sola pista, la 13/31, orientada sureste/noroeste. La pista estaba construida sobre tierra ganada al mar y había sido extendida en diversas oportunidades desde su construcción inicial. Al cerrar el aeropuerto, la pista contaba con 3390 m de longitud. Los edificios se alzaban seis pisos justo en el extremo norte de la pista mientras que los otros tres lados de la misma se encontraban rodeados por el Puerto de Victoria.

## Historia

### Años 1920 y 1930
La historia de Kai Tak empezó en 1922 cuando dos empresarios, Ho Kai and Au Tak, formaron la Compañía de Inversiones Kai Tak con el objetivo de reclamar tierra en Kowloon para desarrollar. La tierra fue adquirida por el gobierno para ser usada como un aeródromo luego de que el plan de negocios fallara.
En 1924, Harry Abbott inauguró la Escuela de Aviación Abbot en la tierra reclamada. Poco después se convirtió en un pequeño aeropuerto con pista de césped para la Royal Air Force y para varios clubes de aviación. La primera torre de control y el primer hangar de Kai Tak fueron construidos en 1935.

## Operaciones

### Terminales e instalaciones
El aeropuerto consistía de un edificio lineal que hacía de terminal de pasajeros junto con un aparcamiento en la parte trasera del mismo. Existían ocho puertas de embarque conectadas a la terminal. La terminal de carga se localizaba al sur de la pista de rodaje este, en diagonal a la terminal de pasajeros. Debido a la falta de espacio, los tanques de gasolina se ubicaban entre la terminal de pasajeros y las instalaciones de mantenimiento (hangares) del aeropuerto.

### Aerolíneas
Varias aerolíneas tenían a Kai Tak como base de operaciones:
- Cathay Pacific operaba una flota de Airbus, Boeing y algunos Lockheed de fuselaje ancho, proporcionando servicios continuos al resto de Asia, Australia, Nueva Zelanda, Medio Oriente, Europa, Sudáfrica y Norteamérica.
- Dragonair
- Air Hong Kong Limited
- Hong Kong Airways

### Aproximación pista 13
La aproximación de aterrizaje usando la pista 13 de Kai Tak era espectacular y mundialmente famosa. Para aterrizar en la pista 13 una aeronave debía primero descender con rumbo noreste pasando sobre la bahía y sobre la densamente poblada Kowloon Occidental. Este paso de la aproximación se realizó, a partir de 1974, bajo la guía del IGS (Sistema de Guía Instrumental, una variación del ILS).
Al llegar a una pequeña colina (Checkerboard Hill) marcada con un panel ajedrezado de color blanco y naranja, usada como punto de referencia visual en la aproximación final (adicional a la baliza intermedia del IGS), el piloto debía realizar un giro visual de 47° a la derecha para poder alinearse con la pista y completar así la aproximación. Justo antes de girar, el avión se encontraba a solo dos millas náuticas (3.7 km) de la pista, a una altura de menos de 300 m. Usualmente el avión realizaba el giro a una altura de 200 m y lo finalizaba a tan solo 43 m de altura, alineándose con la pista. Esta maniobra es altamente conocida entre la comunidad de pilotos como el "Giro Hong Kong" o el "Giro Checkerboard".
Aterrizar en la pista 13 era de por sí difícil con los vientos cruzados que normalmente se presentaban, ya que, aun cuando la dirección del viento fuera constante, esta cambiaba con respecto al avión durante el giro visual de 47°. El aterrizaje era aún más complicado durante el paso de un tifón, y el rango montañoso al noreste del aeropuerto hacía cambiar constantemente al viento tanto de dirección como de fuerza. A pesar de lo difícil de la maniobra, la aproximación por la pista 13 era usada la mayoría del tiempo debido a la dirección predominante del viento en Hong Kong.
Debido al giro durante la aproximación final, el ILS no estaba disponible para la pista 13 y todos los aterrizajes debían seguir una aproximación visual; esto hacía que la pista fuera inutilizable durante condiciones de poca visibilidad.

### Aproximación pista 31
Los aterrizajes en la pista 31 eran similares a los de cualquier otra pista en donde un aterrizaje mediante el uso de ILS era posible. Puesto que la pista de rodaje próxima a la pista principal solía encontrarse ocupada por aviones en espera de autorización para despegar, las aeronaves que aterrizaban solo podían despejar la pista al final de la misma.

### Despegue pista 31
Al despegar de la pista 31, las aeronaves se encontraban de frente con las colinas ubicadas en el Parque Lion Rock. Los aviones debían realizar un fuerte giro de 65° a la izquierda justo después de despegar. Si, producto de un cambio en la dirección del viento, ocurría un cambio de pista que obligaba a los aviones a despegar de la pista 31 en vez de la pista 13, las aeronaves que se encontraban cargadas por completo para despegar desde la pista 13 debían retornar a la terminal y descargar algo de carga para así poder elevarse lo suficientemente rápido sobre edificios y montañas durante el despegue por la pista 31.

### Despegue pista 13
El despegue de la pista 13 se realizaba en dirección al mar, por lo que no había ninguna dificultad añadida en la maniobra.

## Accidentes
A lo largo de su historia, el aeropuerto de Kai Tak, debido a lo complejo de las maniobras que debían ser realizadas para despegar y aterrizar, y a lo constante y pesado del tráfico aéreo que manejaba, fue testigo de varios accidentes aéreos entre los que cabe destacar:
- 21 de diciembre de 1948: Un Douglas DC-4 de Civil Air Transport se estrelló contra la isla Basalt durante un descenso a través de las nubes. Murieron 33 personas.[6]
- 24 de febrero de 1949: Un Douglas DC-3 de Cathay Pacific se estrelló contra una colina cerca del embalse Braemar tratando de aterrizar en el aeropuerto tras una aproximación fallida por poca visibilidad. Las 23 personas a bordo murieron.[7]
- 11 de marzo de 1951: Un Douglas DC-4 de Pacific Overseas Airlines chocó tras el despegue con las montañas Butler y Parker de la isla de Hong Kong. El piloto aparentemente olvido ejecutar el giro a la izquierda, obligatorio tras despegar. 23 personas murieron.[8]
- 9 de abril de 1951: Un Douglas DC-3 de Siamese Airways se estrelló luego de que el piloto perdiera el control de la aeronave tras disminuir demasiado la velocidad al girar durante una aproximación visual nocturna. Murieron 16 personas.[9]
- 24 de agosto de 1965: Un Hercules del Cuerpo de Marines de los Estados Unidos perdió el control poco después de despegar de la pista 13, tras lo cual impactó y se hundió en el puerto. 59 de los 71 marines a bordo murieron. Fue el peor accidente ocurrido en Kai Tak.[10]
- 30 de junio de 1967: un Sud Aviation SE-210 Caravelle III de Thai Airways se estrelló en el mar al tratar de aterrizar durante un tifón, luego de que el copiloto iniciara la maniobra de descenso muy rápido. 24 personas murieron.[11]
- 2 de septiembre de 1977: Un Canadair CL-44 de Transmeridian Air Cargo se incendió segundos después de despegar del aeropuerto producto de una falla en el motor 4, tras lo cual se estrelló en el mar. Los 4 ocupantes a bordo murieron.[12]
- 9 de marzo de 1978: El ingeniero de vuelo de un Boeing 737-200 de China Airlines secuestró el avión exigiendo ser llevado a China. El secuestro duró menos de un día y el secuestrador fue abatido.[13]
- 31 de agosto de 1988: Uno de los flaps del ala derecha de un Hawker Siddeley Trident de la AACC golpeó las luces de aproximación de la pista 31 durante un aterrizaje con lluvia y neblina, tras lo cual el tren de aterrizaje colapsó lo que provocó que el avión se saliera de la pista y cayera en el puerto. 7 personas murieron.[14]
- 4 de noviembre de 1993: Un Boeing 747-400 de China Airlines se salió de la pista y terminó en el puerto al tratar de aterrizar durante un tifón. A pesar de las malas condiciones meteorológicas, el piloto decidió proceder con el aterrizaje. El avión tocó tierra mucho después de la mitad de la pista y no pudo detenerse a tiempo. A pesar de quedar sumergido en el agua, solo hubo 22 heridos leves entre los 396 ocupantes.[15]
- 23 de septiembre de 1994: Un Hercules de Heavylift Cargo Airlines perdió el control tras despegar de la pista 13 luego de que el sistema de cabeceo de uno de los motores falló. Las 6 personas a bordo murieron.[16]

## Peligros
- La pista del aeropuerto es estrecha y corta.
- La pista empieza en la poblada ciudad y termina en el mar.
- Los aviones para aterrizar tienen que dar una vuelta de 90 o de 180 grados.
- El principal peligro es con los aviones Boeing 747 que se pueden salir de la pista.
- Si los aviones pierden el control pueden ir a parar en el mar.
- El aeropuerto por obra del agua se va desmoronando poco a poco.
- De los 3390 metros de lo largo de pista solo se podían usar 2800 m para aterrizar por la pista 13 y era en donde estaba marcado el plano o inicio de pista, ya que los 590 m faltantes eran de aproximación marcado por flechas pero para el despegue si se utilizaban toda la pista.